# 郑斌彦
郑斌彦（英語：Bingyen，1991年8月29日—），马来西亚网络红人、YouTuber、创作歌手、影片制作人，来自雪兰莪，祖籍福建，母校为白沙罗华文小学和尊孔独立中学。

## 生平
郑斌彦于2006年6月4日创建YouTube频道，并于2018年辞掉记者工作，专注经营YouTube频道，以改编翻唱走红。
2014年，郑斌彦参加由电影本事主办的《dir8tor award 2014 新导演计划》。他凭在邦咯岛拍摄的纪录片《海岛节－阿嬷的一天》入围5强。入围5强后的参赛作品《囍 Wedding Anniversary》虽然没有在该比赛获奖，但时隔2年（2016年），这部作品获得国外影展的肯定，分别拿下Best Short Competition - 9月份优秀奖（Award of Recognition September 2016）、TeaDance Gay & Lesbian Film Festival - 入围最佳剧本和London International Short Film Festival - 官方甄选。而这部微电影的配乐由马来西亚知名音乐人周金亮操刀。
2017年9月10日，郑斌彦正式以歌手身份出道，推出首支原创单曲《马来西亚男孩》。
2018年，郑斌彦在《马来西亚男孩》这首歌推出之后，和滚石唱片合作，推出三支单曲《单身狗过年》、《写给阿嬷的歌》、《小姐小姐你真美丽》。
2019年3月22日，郑斌彦与创作歌手陈政宏联合推出《正能量》，这首歌荣登Ai FM《我们的排行榜》季军 和Red FM《红人音乐排行榜》冠军。
2019年8月7日，郑斌彦再度和陈政宏合作，推出同志求婚情歌《撩你 Flirt You》，力挺婚姻平权。
2020年，郑斌彦推出原创新年歌曲《好》。这首歌荣获《财神2020》贺岁歌曲创作比赛亚军和最佳作词奖。同年，他凭《写给阿嬷的歌》入围2020AIM中文音乐颁奖典礼 - 最佳方言歌曲。
2020年6月，郑斌彦以YouTuber身份荣获新一代魅力成功企业奖。
2021年，郑斌彦推出合唱的原创新年兼正能量歌曲《艺企飞》。2022年推出原创贺岁歌曲《好运来》。这首歌荣获Yes We Can 我们可以虎虎生威新春创意大赛创作组的冠军和Facebook最佳人气奖。
2022年8月，郑斌彦正式发行首张个人创作专辑《马来西亚男孩》，收录了10首原创歌曲。
2022年11月，郑斌彦携手知名创作歌手陈政宏再次推出原创洗脑贺岁歌曲《新年兔兔兔》，并成功登上国营电视台TV2演出。同年12月，郑斌彦被《中国报》与国家消费人行动议会评选为马来西亚2022年度杰出博智风云人物奖。
2023年1月，郑斌彦的《新年兔兔兔》在YouTube创下百万点击率，也吸引了海内外不同国家的歌手翻唱和翻跳，成为其原创代表作。
2023年11月，郑斌彦推出了贺岁歌曲《龙龙的新年》，并且也是第一次使用AI系统让赞助商——余仁生2024年的新春吉祥物小爱龙（同样属于AI系统设计的吉祥物），来合唱这首歌的副歌。之后这首歌在Youtube同样创下百万点击率，红遍中国、马来西亚等国家。
2024年，《龙龙的新年》在中国中央电视台节目《音乐公开课》、浙江村晚、湖北新化县春晚、中国福建电视台春晚等节目获得参与的歌手翻唱。同样的，郑斌彦因为《龙龙的新年》爆红的关系，也看到有许多人翻跳这首歌，因此特别主办校园贺岁MV创意比赛，让马来西亚的学校都可以参与，并且获得了歌曲赞助商余仁生、霹雳州行政议员吴家良和Besta的奖品、礼券和奖金赞助。
同样在2024年1月，郑斌彦和说墨出版社社长王赫奇推出了《和你一起》的单曲。之后在3月拍摄了这首歌的MV，MV更大胆邀请素人演员来参与拍摄。
2024年7月，郑斌彦首次和马来西亚歌手王雪晶合作推出他们第一次的中秋歌《月亮圆来团圆》。
2024年8月，郑斌彦和刘伊幸推出配合马来西亚国庆日的歌曲《吃板面》。
2024年9月，郑斌彦除了赶拍《有舍必有得》完整版的MV，并且也宣布再度和王雪晶合作，推出第二首新年歌《新年幸福绕》。